# 通布圖省

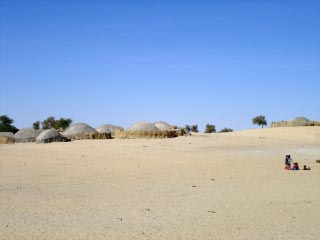

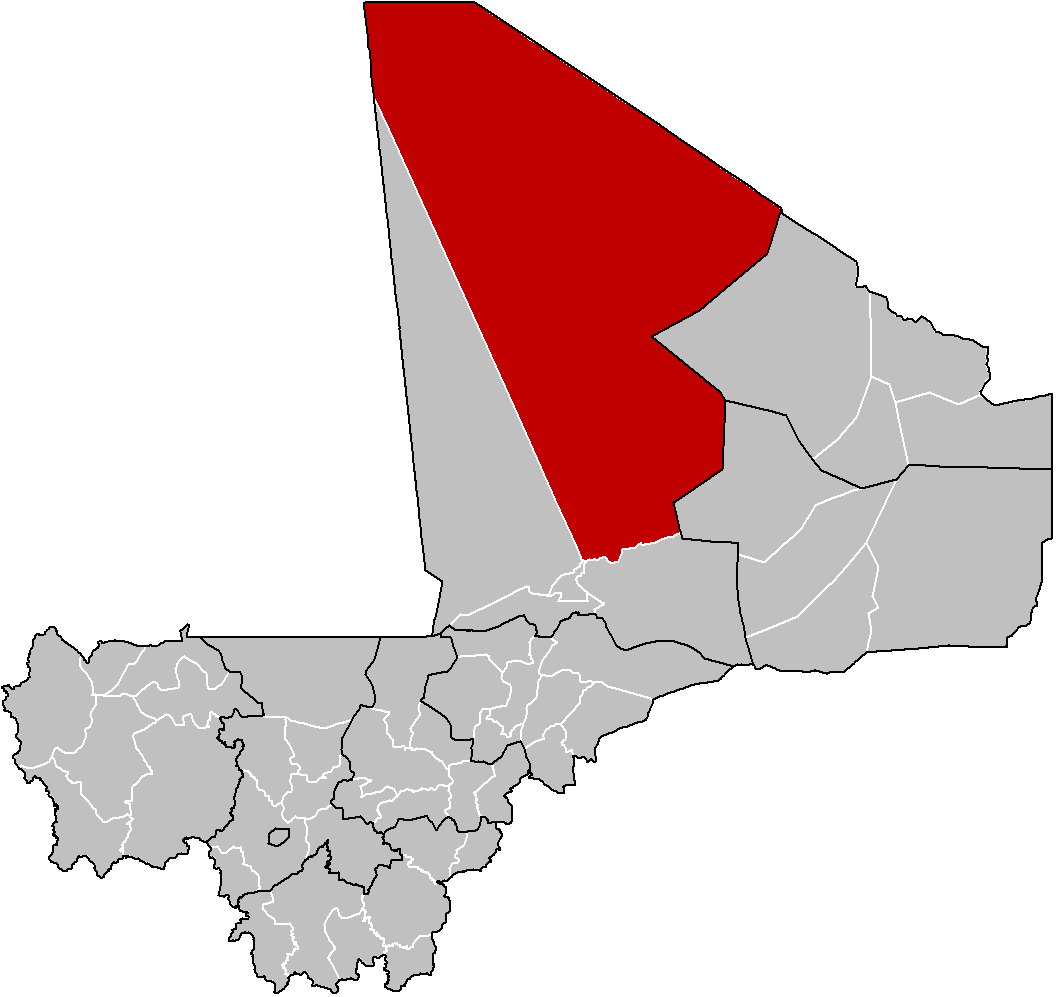

通布圖省（法語：Cercle de Tombouctou），是馬里的省份，位於該國北部，由通布圖區負責管轄，首府設於廷巴克圖，面積347,488平方公里，2009年人口124,546，人口密度每平方公里0.36人。